# 日军炮楼 (枣庄车站街)
日军炮楼，位于山东省枣庄市市中区车站街33号，是枣庄市市中区文物保护单位。

## 简介
日军炮楼位于市中区车站街33号，地处枣庄老火车站（今枣庄东站）以南，国际洋行旧址西面。1939年始建，是砖石混建楼房，内部为木质结构，东西宽4.85米，南北长7.1米，高约6米，占地面积约30平方米，总建筑面积大约70平方米。炮楼外部为青砖，保存较完整，内部损坏较重。据附近老人说，该炮楼原先是陶姓人家为看家护院而建，后被日军占据，成为保卫枣庄老火车站的瞭望哨。当年车站街上有六、七个类似的炮楼，但在1945年冬，汉奸王继美的部下张家振率兵驻守“泰丰”面粉厂时，因怕炮楼遭新四军占领，遂派人放火将大部分炮楼烧毁，后来仅存这一座炮楼。2005年11月，“日军炮楼”被枣庄市市中区人民政府公布为枣庄市市中区文物保护单位。
1991年，魏洪亮（原市中区政协委员，后为街道办事处退休干部）家购买了日军炮楼所在四合院，其中北房和东房是用于居住的平房，西房便是两层的日军炮楼。随后他家将平房推倒，修了栋二层红砖小楼，并将日军炮楼保留下来。2010年，日军炮楼所在的道南里街区被纳入棚户区改造项目。拆迁公告未提及日军炮楼。日军炮楼的房屋所有权人魏洪亮找到拆迁指挥部，得知日军炮楼即将拆除后异地重建。2011年春，对魏洪亮家进行拆迁，日军炮楼在拆迁过程中受损。因协商拆迁补偿未能达成一致，魏洪亮起诉枣庄市市中区人民政府未依照《中华人民共和国文物保护法》为日军炮楼划定文物保护范围和建设控制地带，随后又起诉枣庄市规划局未经文物主管部门审批便发出《建设用地规划许可证》和《建设工程规划许可证》，还起诉枣庄市城乡建设局未经文物主管部门审批便发文批准拆迁建房。这三次一审，魏洪亮全部败诉。2012年6月22日，枣庄市中级人民法院裁定，撤销魏洪亮起诉枣庄市规划局的一审判决，案件发回枣庄市市中区人民法院重审。2013年3月，魏洪亮收到枣庄市市中区人民法院裁定书，裁定结果为：“本案中止诉讼”，依据为“因法律适用问题需要向有关机关请示”。此后该案长期处于中止诉讼的状态。